# Pekcsei történelmi régió

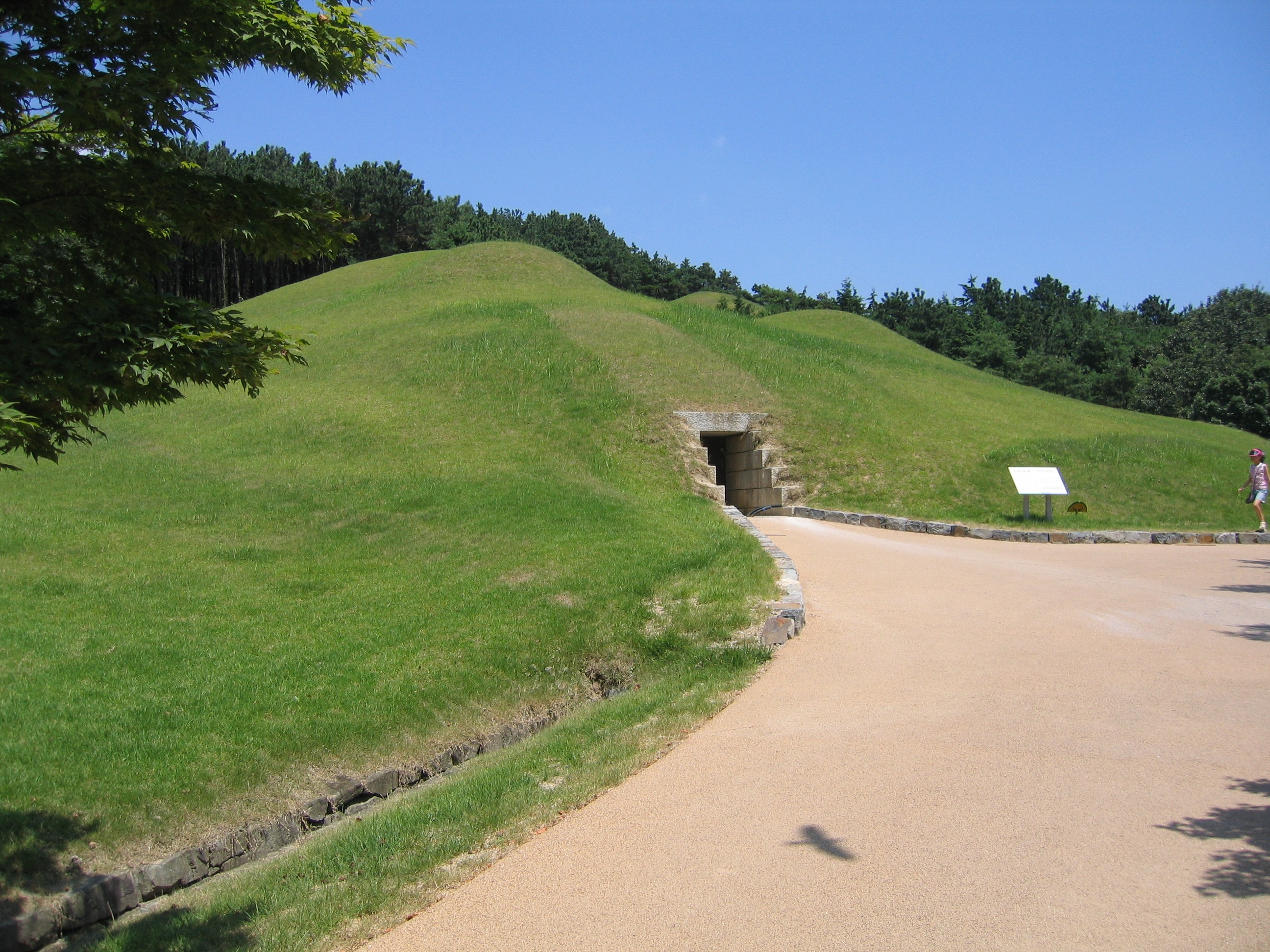
Murjong (Muryeong) király sírja, Szongszan-ri (Songsan-ri)

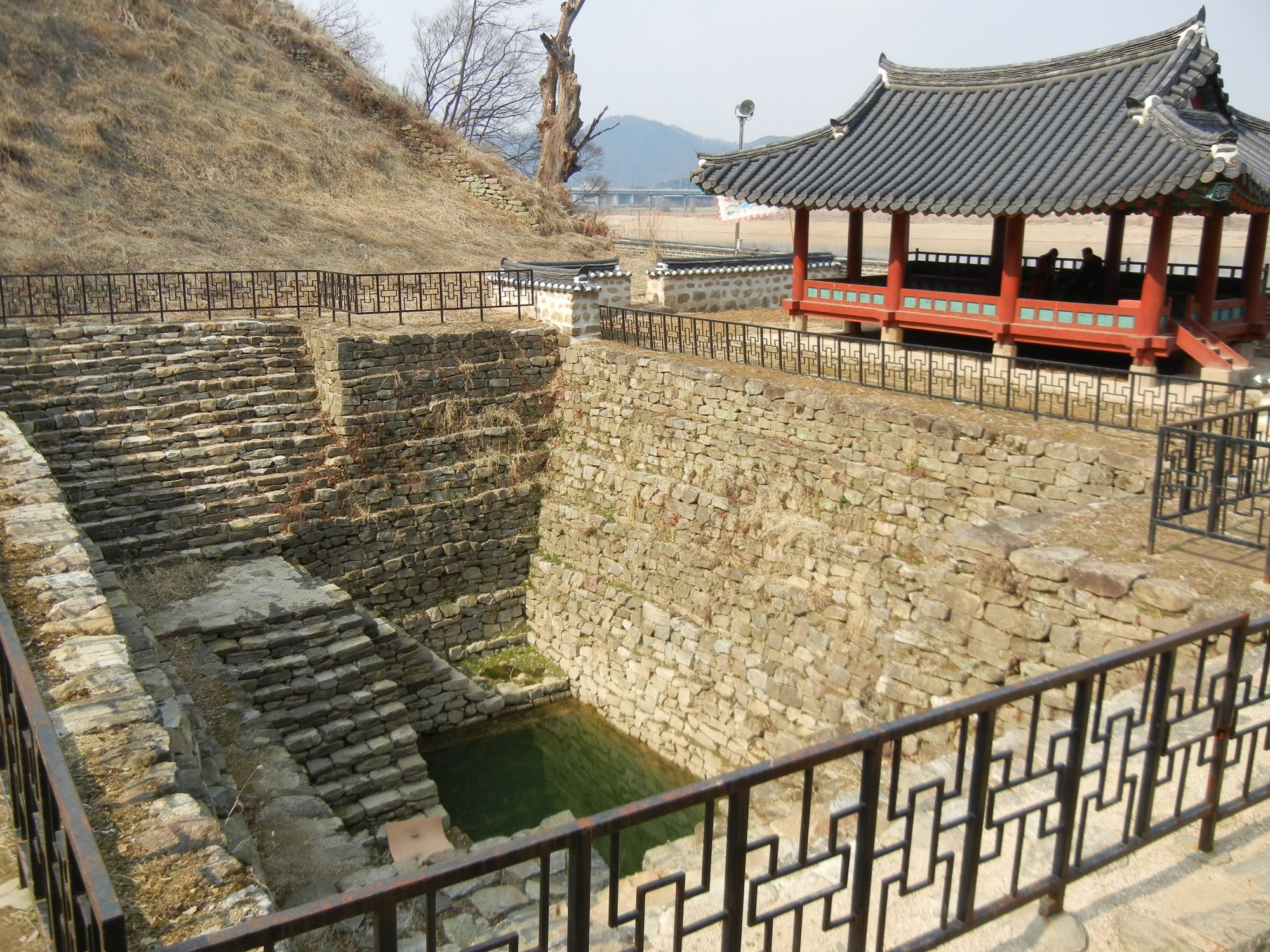
A Kongszanszong (Gongsanseong) erőd

A pekcsei (baekjei) történelmi régió (hangul: 백제역사유적지구, Pekcse joksza judzsok csigu, RR: Baekje yeoksa yujeok jigu) Dél-Korea középnyugati részén, mintegy 135 hektáron fekvő terület, melyet 2015-ben az UNESCO Világörökség részévé nyilvánítottak. A területen a Pekcse (Baekje)-korból, 475 és 660  közötti időszakból származó épületek és sírok találhatóak. A világörökség részét képező helyszínek Kongdzsu (Gongju) és Ikszan (Iksan) városokban, valamint Pujo (Buyeo) megyében találhatóak. A helyszínek egyben a koreai örökségvédelmi programnak is részei, a történelmi látványosságok kategóriába tartoznak.

## Pekcse(Baekje)
Pekcse (hangul: 백제, handzsa: 百濟, RR: Baekje; i. e. 18 – i. sz. 660) a koreai három királyság néven emlegetett egyik királyság volt Kogurjo (Goguryeo) és Silla mellett, a Koreai-félsziget délnyugati részén. Tongmjong kogurjói (Dongmyeong goguryeói) király fia, Ondzso (Onjo) (온조) alapította. A 4. században élte virágkorát, területe ekkor a Han folyótól egészen a félsziget déli csücskéig tartott. 384-ben lett buddhista állam, művészetére a kínai államok voltak hatással, melyekkel szoros kapcsolatot tartott. Jó viszonyt ápolt Japánnal, ahová közvetítette a kínaiaktól átvett kultúrát. Az ötödik századtól területe csökkenni kezdett, harcokat vívott Kogurjó (Goguryeó)val és Sillával, végül 660-ban Silla végleg meghódította a területeit.

## Helyszínek
| #              | Elnevezés                                                                            | Hangul                  | Hely              | Koordináták                                                    |
| -------------- | ------------------------------------------------------------------------------------ | ----------------------- | ----------------- | -------------------------------------------------------------- |
| 1              | Kongszanszong (Gongsanseong) erőd                                                    | 공산성                  | Kongdzsu (Gongju) | é. sz. 36° 28′ 35″, k. h. 127° 07′ 30″36.476389°N 127.125000°E |
| 2              | Szongszan-ri (Songsan-ri) királysírjai                                               | 송산리 고분군           | Kongdzsu (Gongju) | é. sz. 36° 27′ 45″, k. h. 127° 06′ 50″36.462500°N 127.113889°E |
| 3              | Kvanbuk-ri (Gwanbuk-ri) régészeti lelőhelyei és a Puszoszanszong (Busosanseong) erőd | 관북리 유적 과 부소산성 | Pujo (Buyeo)      | é. sz. 36° 17′ 30″, k. h. 126° 54′ 30″36.291667°N 126.908333°E |
| 4              | Csongnimsza (Jeongnimsa) templom                                                     | 정림사지                | Pujo (Buyeo)      | é. sz. 36° 16′ 45″, k. h. 126° 54′ 15″36.279167°N 126.904167°E |
| 5              | Nungszan-ri (Neungsan-ri) királysírjai                                               | 능산리 고분군           | Pujo (Buyeo)      | é. sz. 36° 16′ 45″, k. h. 126° 56′ 10″36.279167°N 126.936111°E |
| 6              | Naszong (Naseong) városfala                                                          | 부여 나성               | Pujo (Buyeo)      | é. sz. 36° 16′ 30″, k. h. 126° 55′ 50″36.275000°N 126.930556°E |
| 7              | Vanggung-ri (Wanggung-ri) régészeti lelőhelyei                                       | 익산 왕궁리 유적        | Ikszan (Iksan)    | é. sz. 35° 58′ 30″, k. h. 127° 03′ 20″35.975000°N 127.055556°E |
| 8              | Miruksza (Mireuksa) templom                                                          | 익산 미륵사지           | Ikszan (Iksan)    | é. sz. 36° 00′ 20″, k. h. 127° 02′ 50″36.005556°N 127.047222°E |
| Forrás: UNESCO |                                                                                      |                         |                   |                                                                |

## Világörökségi jelölése
2010-ben a Pekcséhez (Baekjéhez) kapcsolódó műemlékek és történelmi területek (Kongdzsu (Gongju) és Pujo (Buyeo)) felkerültek az UNESCO világörökségi javaslati listájára. Ezt követően a Kulturális Örökségvédelmi Hivatal (CHA) a helyi önkormányzatok segítségét kérte az örökségvédelmi program megvalósításához, így 2012-ben létrejött a Pekcse (Baekje) Történelmi Területek Jelölési Irodája, ami 2014-ben alapítvánnyá alakult át. A Pekcse (Baekje) Történelmi Területek Megőrzéséért és Igazgatásáért Alapítvány (Baekje Historic Areas Conservation and Management Foundation) két érintett tartomány és három város felügyelete alatt áll. Az alapítvány feladata a világörökségi listára való felkerülés elősegítése, és a kulturális értékek megőrzése, gondozása. 2015 májusában a CHA bejelentette, hogy az ICOMOS javasolta az UNESCO-nak a „pekcsei (baekjei) történelmi régió” felvételét a világörökségi listára. A Világörökségi Bizottság június végi ülésén döntött a kérdésről és a világörökség részévé nyilvánította.